# Cheilanthes tinaei
Cheilanthes tinaei là một loài dương xỉ trong họ Pteridaceae. Loài này được Tod. mô tả khoa học đầu tiên.
Danh pháp khoa học của loài này chưa được làm sáng tỏ. 